# 東京薬学専門学校 (旧制、1917年 - )
| 東京薬学専門学校 （東京薬専） | 東京薬学専門学校 （東京薬専） |
| ----------------------------- | ----------------------------- |
| 創立                          | 1917年                        |
| 所在地                        | 東京府下谷区上野桜木町        |
| 初代校長                      | 丹波敬三                      |
| 廃止                          | 1951年                        |
| 後身校                        | 東京薬科大学                  |
| 同窓会                        | 東薬会                        |

東京薬学専門学校（とうきょうやくがくせんもんがっこう）は1917年（大正6年）に設立された日本の旧制薬学専門学校。東京薬科大学の旧制前身校の一つ。本項では、「私立東京薬舖学校」など前身諸校を含め記述する。

## 概要
1880年（明治13年）に設立された「私立東京薬舖学校」を源流とする。「東京薬学校」、「私立薬学校」、「私立東京薬学校」を経て「東京薬学専門学校」が設立された。また、「上野女子薬学校」を経て「東京薬学専門学校女子部」が設立され、その後両校を併せ「東京薬科大学」となった。

## 沿革

### 私立東京薬舖学校時代
- 1880年　藤田正方、「私立東京薬舖学校」設立（本所区亀沢町）
  - 修業年限2年
- 1883年　移転し「東京薬学校」と改称（神田区岩本町）
- 1886年　平野一貫ら「薬学講習所」設立（神田区神田美土代町）
  - 医師としてコレラ感染対策にあたっていた藤田正方急逝
- 1888年　東京薬学校と薬学講習所を合併し「私立薬学校」設立（神田区岩本町）
  - 修業年限2年
- 1898年　下谷区上野桜木町に移転
- 1900年　「私立東京薬学校」と改称

### 東京薬学専門学校時代
- 1917年　財団法人東京薬学校専門学校令に準拠した学校として「東京薬学専門学校」設立（下谷区上野桜木町）
- 1928年　豊多摩郡淀橋町柏木に移転
- 1929年　「上野女子薬学校」設立（下谷区上野桜木町）
- 1931年　上野女子薬学校、東京薬学専門学校女子部として認可
- 1949年　東京薬学専門学校と東京薬学専門学校女子部をもとに「東京薬科大学」設立

## 歴代校長
私立東京薬舖学校
- 藤田正方；1880年 - 1883年

東京薬学校
- 藤田正方；1883年 - 1986年9月
- 山田薫、熊沢善庵、大井玄洞; 詳細不明

私立薬学校
- 下山順一郎；1888年11月 - 1900年

私立東京薬学校
- 下山順一郎；1900年 - 1912年2月
- 丹波敬三；1912年2月 - 1917年

東京薬学専門学校
- 丹波敬三；1917年 - 1927年10月
- 池口慶三；1927年11月 - 1933年12月
- 上野金太郎；1933年12月 - 1936年6月
- 鍋嶋豊太（事務取扱）；1936年6月 - 1938年5月
- 鍋嶋豊太；1938年5月 - 1946年9月
- 村山義温；1946年10月 - 1951年3月

東京薬学専門学校女子部
- 池口慶三；1931年2月 - 1933年6月
- 上野金太郎；1933年6月 - 1934年8月
- 杉井善雄；1934年8月 - 1935年3月
- 秋谷七郎；1935年3月 - 1942年10月
- 寺坂正信；1942年10月 - 1951年3月

## 出身者
- 青木やよひ - ノンフィクション作家
- 池田幸太郎 - 元名寄市長
- 市野瀬潜 - 日本新薬設立者
- 上原昭二 - 大正製薬名誉会長
- 長口宮吉 - 写真化学技術者
- 車谷弘 - 元文藝春秋専務取締役
- 多田春代 - 元学校法人藤学園理事長
- 谷崎十郎 - 俳優
- 常見千香夫 - 歌人
- 野村昭子 - 女優
- 野沢清人 - 日本薬剤師協会副会長・衆議院議員